# Concepción (Copán)
Concepción es un municipio del departamento de Copán en la República de Honduras.

## Toponimia
Su nombre es en honor a la Inmaculada Concepción de Maria, santa de la Iglesia católica.

## Localización
| Orientación | Límite                                  |
| ----------- | --------------------------------------- |
| Norte       | Municipio de San Jerónimo, Copán        |
| Norte       | Municipio de Dolores, Copán             |
| Sur         | Municipio de Santa Rosa de Copán, Copán |
| Este        | Municipio de Dulce Nombre, Copán        |
| Oeste       | Municipio de San Agustín, Copán         |
| Oeste       | Municipio de Santa Rita, Copán          |

## Datos históricos
En la división política de 1889, aparece como aldea de Santa Rosa, con el nombre de Las Piedras; en 1907 formó parte del Municipio de Dulce Nombre, en 1918 se le da categoría de Municipio.
El 12 de noviembre de 1940 formó parte del Distrito Departamental de Santa Rosa; y más tarde el 24 de abril de 1947 los vecinos del extinguido Municipio de Concepción piden sea segregado del Distrito Departamental de Santa Rosa. Por lo que, Concepción vuelve a tomar su autonomía municipal.  
Límites: Al Norte, Municipios de San Jerónimo y Dolores, al Sur, Municipio de Santa Rosa, al Este, Municipio de Dulce Nombre, al Oeste, Municipios de San Agustín y Santa Rita. Extensión Superficial: 73.3 km², Aldeas: 8, Caseríos: 23

## División Política
Aldeas: 12 (2013)
Caseríos: 44 (2013)
| Código | Aldea                               |
| ------ | ----------------------------------- |
| 040301 | Concepción (cabecera del municipio) |
| 040302 | Aldea Nueva                         |
| 040303 | Bañaderos                           |
| 040304 | Barbascales                         |
| 040305 | Candelaria                          |
| 040306 | Las Delicias                        |
| 040307 | Las Pavas                           |
| 040308 | Piedras Coloradas                   |
| 040309 | Plan Grande                         |
| 040310 | San José de las Quebraditas         |
| 040311 | San Juan                            |
| 040312 | Vertientes                          |